# سرگی ارمنکو
سرگی ارمنکو (انگلیسی: Sergei Eremenko؛ زادهٔ ۶ ژانویهٔ ۱۹۹۹) بازیکن فوتبال اهل فنلاند است که در حال حاضر برای باشگاه فوتبال یارو بازی می‌کند.
از باشگاه‌هایی که در آن بازی کرده است می‌توان به باشگاه فوتبال اسپارتاک مسکو و باشگاه فوتبال یارو اشاره کرد.
وی همچنین در تیم‌های ملی فوتبال زیر ۱۷، ۱۸ و ۱۹ سال فنلاند بازی کرده است.

## دوران باشگاهی
ارمنکو در ۶ ژوئیه ۲۰۱۴ در لیگ برتر فوتبال فنلاند برای باشگاه فوتبال یارو در یک بازی مقابل باشگاه فوتبال واسان پالوسئورا اولین بازی حرفه‌ای خود را انجام داد. در اکتبر ۲۰۱۶، ارمنکو توسط گاردین در فهرست ۶۰ استعداد برتر جوان فوتبال جهان معرفی شد و به دومین بازیکن فنلاندی در این فهرست پس از کان کایرینن تبدیل شد.
در ۵ فوریه ۲۰۱۸، او به باشگاه فوتبال اسپارتاکس یورمالا منتقل شد که او را تا پایان ۲۰۱۸ به باشگاه فوتبال اسپارتاک مسکو قرض داد. در ۳۱ دسامبر ۲۰۱۸، مدت قرارداد قرضی او به پایان رسید و اسپارتاک او را از فهرست ثبت‌نام لیگ برتر خود حذف کرد بدون اینکه هیچ بازی برای تیم اصلی انجام دهد.
در ۲۵ ژانویه ۲۰۱۹، او به‌طور قرضی به باشگاه فنلاندی سینیوئن پیوست.
در ۲ فوریه ۲۰۲۲، ارمنکو قراردادی با باشگاه فوتبال اچ‌آی‌اف‌کی برای فصل ۲۰۲۲ امضا کرد.
در ۹ مارس ۲۰۲۳، ارمنکو با قراردادی یک‌ساله به باشگاه فوتبال یارو بازگشت.

## دوران ملی
ارمنکو دارای پاسپورت فنلاندی است و تا مارس ۲۰۱۸ برای فنلاند در رده‌های سنی جوانان بازی کرده است، تا زمانی که اتحادیه فوتبال فنلاند اعلام کرد که ارمنکو به آنها اطلاع داده که دیگر نمی‌خواهد به نمایندگی از فنلاند در سطح بین‌المللی بازی کند و امیدوار است که در نهایت برای روسیه به میدان برود.

## زندگی شخصی
برادران بزرگ‌تر ارمنکو رومان و آلکسی بازیکنان بین‌المللی فوتبال فنلاندی هستند، و پدرش آلکسی ارمنکو سینیور یک مربی فوتبال و بازیکن سابق فوتبال است.